# Verband der Polnischen Literaten

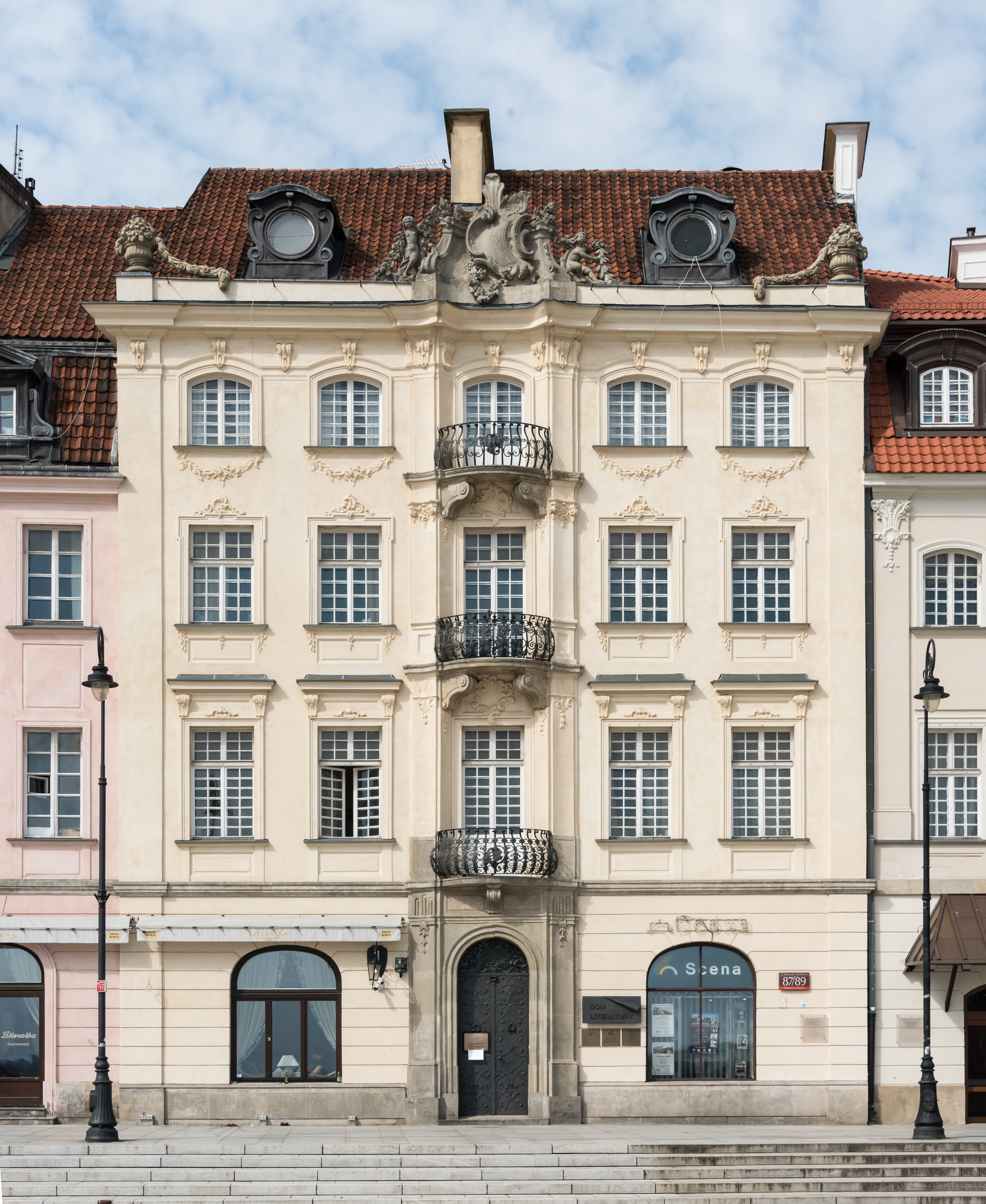
Sitz im Prażmowski-Palais

Der Verband der Polnischen Literaten (polnisch Związek Literatów Polskich, kurz: ZLP) ist neben dem Verein der Polnischen Schriftsteller ein wichtiger Künstlerverein, der sich für die Rechte und Interessen polnischer Schriftsteller einsetzt. Beide Organisationen haben ihren Sitz im Haus der Literatur (Dom Literatury) in Warschau. Der Verband verfügt über 22 regionale Niederlassungen und zählte 2004 über 1100 Mitglieder.

## Geschichte
Auf Anregung von Stefan Żeromski wurde 1920 der „Berufsverband der Polnischen Literaten“ (Związek Zawodowy Literatów Polskich, ZZLP) auf dem Kongress der Polnischen Schriftsteller in Warschau gegründet, der bis 1935 eine Föderation von unabhängigen Schriftstellervereinen war und ab 1928 informell in Warschau geleitet wurde. Ab 1935 war er ein einheitlicher Verband mit regionalen Niederlassungen.
Am Ende der Deutschen Besetzung Polens wurde der Verband 1944 formal reaktiviert. Den Vorsitz hatten zunächst Julian Przyboś (1945) und anschließend Kazimierz Czachowski (1946–1947) inne. Während des Vorsitzes von Leon Kruczkowski (1946–1956) wurde der Verband 1949 in „Verband der Polnischen Literaten“ umbenannt. Mit der Umbenennung ging eine Umstrukturierung nach sowjetischem Vorbild sowie eine Zuwendung zum Sozialistischen Realismus einher. Mitgliedern des Vereins wurden Privilegien (Sozialversicherung, Renten oder Pensionen) zugesprochen, mussten im Gegenzug in ihrem künstlerischen Schaffen den Empfehlungen der Partei entsprechen. Daher kam es in den folgenden Jahren, insbesondere unter dem Vorsitz von Antoni Słonimski (1956–1959), immer wieder zu Konflikten zwischen dem Verband und der Partei.
In den 1960er Jahren stieg der Anteil an Dissidenten, die die Staatsform der Volksrepublik Polen in Frage stellten. In dieser Zeit hatte Jarosław Iwaszkiewicz (1959–1980) den Vorsitz inne. Die Spannungen erreichten einen Höhepunkt, als die Aufführung des Stücks Dziady von Adam Mickiewicz am Nationaltheater Warschau in der Inszenierung von Kazimierz Dejmek 1968 aus politischen Gründen untersagt wurde. Daraufhin wurde eine außerordentliche Sitzung der Warschauer Abteilung des Verbands der Polnischen Literaten einberufen und die von Andrzej Kijowski verfasste Resolution angenommen, die gegen die Kulturpolitik der Volksrepublik Polen gerichtet und die Abschaffung der Zensur forderte.
In den folgenden Jahren überwog die Position der Dissidenten innerhalb des Verbands und näherte sich während des Vorsitzes von Jan Józef Szczepański (1980–1983) in den Jahren 1980 bis 1981 in ihrer Rhetorik der Oppositionsbewegung Solidarność an. Nach dem Ausruf des Kriegsrechts im Dezember 1981 wurde daher die Aktivität des Verbands zunächst ausgesetzt und im Juli 1983 schließlich aufgelöst. Auf Initiative der Partei gründeten Ende 1983 einige ehemalige Mitglied einen neuen Verband mit demselben Namen, der sich loyal gegenüber der Regierungspartei zeigte. Den Vorsitz übernahmen Halina Auderska (1983–1986) und anschließend Wojciech Żukrowski (1986–1989).
Anderen Ehemaligen wurde durch eine Statusänderung die Wiederaufnahme verwehrt. Dies führte zu einem Bruch innerhalb der Literaten und zur Gründung des „Vereins der Polnischen Schriftsteller“ 1989 infolge des Systemwechsels. Nach anfänglichen Spannungen zwischen beiden Organisationen kam zu einem Übereinkommen. Dem Verband der Polnischen Literaten saß Piotr Kuncewicz (1990–2003) vor, seit 2004 erfüllt Marek Wawrzkiewicz diese Funktion.